# Peter 1. af Luxemburg, greve af Saint-Pol og Brienne
Peter 1. af Luxemburg, greve af Saint-Pol og Brienne (født 1390, død 21. august 1433) var greve af Saint-Pol (ved Pas-de-Calais), Brienne (i Aube) og af Conversano (i Apulien, Italien),
 
Peter 1. var søn af Johan 1. af Luxemburg, herre af Beauvoir og blev selv far til Ludvig 1. af Luxemburg, greve af Ligny, Saint-Pol og Brienne.